# Doni rubel
A doni rubel (oroszul: Донской рубль) a Doni Köztársaság pénzneme volt 1918 és 1920 között.

## Történelme[1]
Az 1917-es októberi forradalom után pénzhiány lépett fel a doni régióban. Nem csak ez, de ezzel egyidőben 300 millió rubel maradt a doni bankok számláin. 1918 januárjában engedélyezték a nemzeti valuta készítését. 1918. január 22-én elkezdték nyomtatni a sorozat első, 10 rubeles elemét. 1918. március 16-án forgalomba kerültek az első bankjegyek, amelyek soha nem látott kavargást váltottak ki a lakosságban. Hiába volt szombat délután, a bankok előtt hatalmas sorok voltak, az emberek az államjegyeiket akarták átváltani az új valutára. De ezen a napon emberenként legfeljebb 100 rubelt adtak ki a bankok, hiszen mindegyik csak 2000 rubelnyi bankjegyet kapott. Az első doni tízesből összesen 86 ezer példány készült, amely 54 sorozatból, sorozatonként 1600 bankjegyből állt össze. 1919 őszére már 15 000 sorozat volt forgalomban, amely 24 millió bankjegyet jelentett. A bankjegyek gyártása drága volt, egy 10 rubeles ára 5,75 rubel volt. Amikor elkezdték az 5 rubelesek gyártását, az ár nem változott, így a pénzek névértéke alacsonyabb volt az előállítási költségüknél. A bankjegyeket Rosztov-na-Donuban (50-esen kívül minden), Novocserkasszkban (3, 5, 25 rubel), Novorosszijszkben (500 és 1000 rubel) és Krasznodarban (50 kopejka és 5 rubel) gyártották.

## Bankjegyek[2]
| Előlap | Hátlap | Érték      | Kiadás éve |
| ------ | ------ | ---------- | ---------- |
|        |        | 20 kopejka |            |
|        |        | 50 kopejka | 1918       |
|        |        | 1 rubel    | 1918       |
|        |        | 3 rubel    | 1918       |
|        |        | 5 rubel    | 1918       |
|        |        | 10 rubel   | 1918       |
|        |        | 25 rubel   | 1918       |
|        |        | 50 rubel   | 1918       |
|        |        | 100 rubel  | 1918       |
|        |        | 200 rubel  | 1919       |
|        |        | 250 rubel  | 1918       |
|        |        | 500 rubel  | 1918       |
|        |        | 1000 rubel | 1919       |
|        |        | 5000 rubel | 1919       |